# El pacto (serie de televisión argentina)
El pacto es una serie de televisión argentina de 13 episodios, producida por Tostaki y Oruga, ganadora de los concursos del INCAA. Comenzó el 3 de noviembre de 2011, todos los jueves a las 23:00 (UTC-3) por la pantalla de América TV. Los últimos 5 capítulos fueron transmitidos en tira diaria la semana del 26 de diciembre, finalizando el 30 de diciembre de 2011.
Basada en la venta de Papel Prensa en Argentina durante la Última dictadura cívico-militar, es escrita por Marcelo Camaño y protagonizada por Cecilia Roth, Federico Luppi, Mike Amigorena, Eusebio Poncela, Luis Ziembrowski y Cristina Banegas.

## Historia y temática
El pacto es la historia de una abogada especializada en delitos económicos que investiga un caso que cambiará su vida y la de su familia.
Lucía Córdova (Cecilia Roth) comienza a investigar el caso de la liquidación de una empresa con el fin de restablecerle a su anterior dueño las garantías del proceso judicial. Pero internándose en los avatares del caso y viendo los nombres que aparecen (todos importantes personajes históricos del pasado más reciente), se da cuenta de que detrás de eso hay algo más grande, un delito mayor. Pronto, las víctimas de aquel despojo comienzan a interesarla en continuar y profundizar la investigación, llegando a inquietar al empresario más comprometido en la causa, que es el dueño de un diario muy importante quien cometió uno de los delitos más aberrantes: su complicidad con la dictadura para obtener una empresa.
El pacto es una serie de 13 capítulos, un thriller de suspenso cruzado por historias melodramáticas; este unitario es uno de los ganadores del concurso "Ficción para Todos", junto con "Maltratadas", "Historias de la primera vez" y "Vindica" (transmitidos también por América), y "Decisiones de vida", "Televisión por la inclusión", "Proyecto aluvión", "Los sónicos" (emitidos por Canal 9) y El paraíso, con los cuales el Instituto Nacional de Ciencias y Artes Audiovisuales (INCAA) promueve la realización de programas para ser emitidos en alta definición.
La historia se centra en la venta de Papel Prensa durante la última dictadura militar, y Mike Amigorena encarna a un controvertido personaje similar a Héctor Magnetto, CEO del Grupo Clarín.

## Elenco y personajes

### Protagonistas
- Cecilia Roth como Lucía Córdova: es una  abogada especializada en temas económicos. Le gusta mucho el dinero y estudió esa profesión para sentirse segura y cubierta. Ha manejado casos de quiebras muy conocidas que le han dejado mucho dinero. Lucía no trabaja si no es por dinero, ni acepta hacer una consulta gratis. Fue docente de la materia de "Quiebras" en la Facultad de Derecho, pero dejó la cátedra a pedido de su marido, porque llegaba tarde a casa y eso lo fastidiaba. Actualmente maneja casi por compromiso su estudio junto a una socia, casi amiga, pero prácticamente se desentendió del mismo.

- Federico Luppi como José Gancedo: exdueño del diario "La Expresión". Su empresa fue comprada por los otros diarios. Se acerca a Lucía para que ella revea aquella causa que parece archivada. Es una buena persona, víctima de una estafa y conoce graves secretos del pasado. Llega a Lucía vía su nieto Diego, alumno de ella.

- Mike Amigorena como Horacio Murgan: es el CEO del grupo de medios más importante del país. De activa participación en los años 70 con el gobierno militar, hoy en día está obsesionado con frustrar la investigación de Lucía. Sufre una enfermedad en la garganta, viste elegante y piensa mirando por la ventana. Mantiene buena relación con Castagnino, CEO del otro diario y antiguo socio de las desventuras de los 70. Y además detesta a Monserrat, el único de los tres que posiblemente los traicione. Confía en su secretario de confianza y mantiene con amenazas sutiles su poder.

- Eusebio Poncela como Santiago López Ario: Es el director por parte del Grupo de las acciones de Papel Integral. Fue traído de España para recortarle el poder a Horacio Murgan. Santiago es abogado, y muy reconocido en España, pero tuvo ganas de nuevos aires y por eso negoció este magnífico puesto en Buenos Aires. Quiso alejarse de su tierra, tras la muerte de un hijo adolescente a quien extraña sobremanera. Es católico practicante, de ir todos los días a misa, y de tener su confesor.

- Luis Ziembrowski como Marcos Gonzáles Gava: de entre 53 y 55 años, es el marido de Lucía. Es un psicólogo muy prestigioso y de los caros. Desde hace un tiempo está produciendo material en literatura y le han pedido una novela para publicar en poco tiempo, pero viene fallando con el material, pues no le sale nada que le parezca interesante. Antes, publicó libros de psicología, uno de los cuales fue especialmente bien recibido por la academia y tiene que ver con "comprender" las torturas en la dictadura: cómo vivir con eso que queda para siempre. Marcos fue un militante muy joven en los 70, sin mayor participación. En la actualidad es muy reconocido y atiende pacientes en su estudio, que funciona dentro de su casa. Disfruta de su familia, y los sábados a la noche disfruta salir con un par de parejas de amigos al teatro y a cenar. Cuando comience la investigación de Lucía, la vida se le complicará. Volverán los celos sobre aquella época, y la obsesión de Lucía por su trabajo hará estallar la pareja.

- Cristina Banegas como Lidia Escudero: gran víctima de los delitos de los 70, Lidia, habiendo enviudado de David Goldbart, entró en una vorágine de complicada trama económica, desconociendo lo ocurrido a su alrededor, y sobre todo negándose a entregar la empresa. Presionada por su familia política, por el gobierno militar y por los acreedores de su marido, tuvo que entregar la empresa a cambio de nada. Desahuciada de amor y cargada de dolor, fue detenida, torturada y vejada. Con el tiempo, al ser liberada, crio a su hija, hasta que el Estado reconoció su deuda. En la actualidad tiene una nueva pareja, añora a David y mantiene una conflictiva relación con su hija.

### Elenco coprotagónico
- Rafael Ferro como David Goldbart: iniciador de la empresa "Papel Integral" en los 70, armó una fortuna debido a su inteligente especulación en los negocios. Manejó dinero de muchos sectores, incluso del poder internacional. Transitó un par de gobiernos en los 70 con su negocio, llegando al despacho de Videla. Su sueño era afincarse en el exterior con Lidia y su pequeña hija. Murió en un accidente de avión muy sospechoso, dejando casi desamparada a Lidia en los negocios.

- Moro Anghileri como Lidia Escudero (joven): aparece durante los recuerdos, casada con David Goldbart. Tienen una hija juntos y luego él es asesinado. Ella se convierte en una víctima de los delitos de los 70.

- Gabo Correa como Miguel Cárdenas: de entre 38 y 40 años, es el oficial de policía que el gobierno le asignará a Lucía cuando la investigación comience a tomar un vuelo muy importante. Está esperando un hijo con una mujer con la que no se casó, y esto de hacer carrera dentro de la policía no termina de conformarlo. Vive en Quilmes. El accionar de Lucía le abrirá la cabeza y le permitirá ampliar un poco su panorama y su horizonte. Se ha hecho cargo de una hija de su anterior pareja y esa responsabilidad aleja el amor de Sofía, la socia de Lucía. Miguel se impondrá en sus acciones y será la voz popular de esta casa.

- Gaby Ferrero como Martina "Tina" Aragón: es una mujer que trabaja como empleada de limpieza en casa de Lucía. Realiza esta tarea desde hace años, por lo que la familia ya la considera parte de ella. Concuerda con los ideales de sus patrones, y es alguien con quien Lucía puede descargarse.

- Nicolás Mateo como Diego: tiene 25 años. Es el nieto de José, y alumno de Lucía de la carrera de Comunicación. Por él, Lucía conoce a Gancedo y comienza la investigación. Pertenece a la juventud que descubrió la militancia a partir de Néstor y Cristina. Es muy estudioso, buen compañero y tiene buena onda en general. Se lleva bien con su madre (la hija de Gancedo) y ve poco y nada a su padre, ya que ellos están separados. Tiene una novia con quien quiere cortar la relación, pero no piensa hacerlo hasta que la nueva chica que le gusta lo acepte. La candidata es una compañera de facultad, Andrea, a quien poco a poco se irá acercando. Ambos integrarán el equipo de trabajo de Lucía y compartirán horas en su casa. Diego representa el futuro según Lucía. Es su alumno preferido y el que representa la continuidad de Lucía en la carrera. Es muy conflictiva la relación con su abuelo cuando se entera de que él no fue tan santo como se lo pinta, sino que compró una empresa manchada de sangre.

- Michel Noher como Pablo Gonzáles Gava: hijo de Lucía y Marcos, tiene 25 años. Es afectuoso, amigable y canchero con sus padres. Estudia Derecho. Es de la generación de los que se apuran a recibirse para empezar rápido a hacer plata. Tiene un puesto en un juzgado, del cual se está yendo porque quiere triunfar en un estudio de esos que tienen clientes de mucho poder económico. Si lo apuran, dice que vota a Macri. Entiende a sus padres, pero cree el discurso implantado por el monopolio mediático: hay que dejar el pasado atrás, hay que mirar para el futuro. Está de novio con Sol, una chica de clase alta que se aburre cuando ve a los padres de Pablo. Ella no entiende de temas intelectuales, estudia en la Universidad del Salvador la carrera de Relaciones Humanas, y es casi el calco de una rubia tonta. Con Pablo se adoran, y él defiende las posturas de Sol en el seno familiar. Están preparando su casamiento y la invasión que sufrirá en su casa natal con la investigación de su madre alterará sus planes y probablemente su relación con Sol. Vale destacar que la familia de Sol tiene contactos con los Martínez de Hoz, hay amistad familiar. Esto, por supuesto, será un escándalo para Lucía.

- Dolores Sarmiento como Andrea Aguirre: tiene 25 años. Es alumna de Lucía y compañera de estudios de Diego. También pertenece a la generación de jóvenes que disfrutan de la nueva concepción de la política. Viene de una familia de clase media, de laburantes, y tiene dos hermanos, uno de los cuales ha vuelto a la escuela secundaria de adultos. Es la tercera carrera universitaria que empieza, y es la que le interesa. Empieza a acercarse a Diego, pero más adelante le empiezan a pasar cosas con Pablo, el hijo de Lucía, lo que será un lío en el seno familiar.

- Mercedes Scápola como Sofía Braille: es la abogada socia de Lucía, muy egoísta y vanidosa. Ambiciosa, no se mete en un caso si no es por dinero. No le interesa nada la política ni los hechos de los 70, pero a medida que avanza la trama, se va conectando con lo que va averiguando Lucía. De pésimas historias de amor, utilizada por algunos hombres y complicada con otros, aparecerá un candidato en esta trama.

- Violeta Urtizberea como Sol García Fabre: es la novia de Pablo, hija de la aristocracia chacarera argentina y con grandes contactos en los lugares de poder. Estudia Recursos Humanos y es una agradable persona con quienes quiere, mientras que detesta con profundidad a todos los que no piensan o sienten como ella. Es la preferida de sus padres y la despreciada por sus suegros. Es una "Susanita" que sueña manejar a su marido con poder, dinero e hijos.

### Participaciones
- Patricio Aramburu como Esteban: de entre 30 y 33 años, es el Jefe de Trabajos Prácticos de la cátedra de Lucía en la Facultad de Comunicación. Es productor de radio, un enfermo de la radio. Siempre llega tarde porque ese es su trabajo principal. Es gay y algo cobarde de entrada, pero después, cuando sufra en carne propia la persecución por meterse en este tema, compartirá con Lucía los mismos logros.

- Héctor Díaz como Castagnino: es un empresario del grupo que maneja los diarios del país. Trabaja con Murgan, si bien no tiene semejante influencia en las empresas. Mantiene buena relación con él, y es el CEO del otro diario y antiguo socio de las desventuras de los 70. Además, detesta a Monserrat, el único de los tres que posiblemente los traicione.

- Ezequiel Tronconi como Rubén Tindanelli: es un exalumno de Lucía que actualmente trabaja en Tribunales. Lucía se reencuentra con él cuando va a pedir el expediente del caso de Gancedo, y Rubén es el encargado de esa tarea. Si bien pretende ayudar a su exprofesora, pronto debe retirarle el expediente por orden de un superior que recibe inicaciones de Murgan.

- Mora Furtado como Mary: es una diseñadora de ropa, de la cual Lucía es clienta y amiga. La llama diciéndole que vaya al taller, ya que alguien quería verla. Se trataba de Lidia. A partir de entonces su taller será el punto de encuentro para que Lidia le cuente su historia de a poco a Lucía.

- Cristina Fridman como Sra. Escudero: aparece durante los recuerdos de Lidia, y es su madre. Apoyaba muchísimo a su hija, tanto en los momentos en que ella no quería saber más nada con David hasta cuando, ya casada con él y con una hija, deben exiliarse.

- Willy Prociuk como Horacio Murgan (joven): aparece también en recuerdos, cuando ya se le notan sus problemas en la garganta. Se presenta como una persona totalmente fría y calculadora. Videla le dice que va a llegar muy lejos.

- Gustavo Garzón como Jorge Rafael Videla: es el presidente de-facto de la Argentina en la época de 1976. Los 3 dueños de los diarios más importantes del país recurren a él para que los ayude a obtener la empresa de Papel Integral. A cambio, ellos apoyarán desde sus periódicos el plan macabro del dictador.

- Juan Vitali como José Alfredo Martínez de Hoz: es el ministro de Economía durante la dictadura de Videla. Era el encargado de sacarle información a Lidia, quien fue llevada a un centro de detención clandestino, donde éste la torturaba.

- Enrique Liporace como Rafael Rosemberg: es un ex testaferro de David en los 70, quien cuenta su padecer en el centro clandestino y en la apretada económica, lo mismo que en el recuerdo de Lidia.

- Dalma Maradona como Graciela Olmos: es una actriz hermosa y muy famosa de la década del 70, que mantenía relaciones con el Almirante Massera. Se la ve en recuerdos exigiendo dinero en el despacho de Martínez de Hoz.

- María Fiorentino como Laura: es una mujer que fue secretaria de Martínez de Hoz durante la época de la dictadura. Vía la familia de Sol, Pablo consigue contactarse con ella y va a su casa para averiguar sobre el tema. En esa charla ella se descompone. Pablo acude a su padre para que lo auxilie en el estado de salud de Laura. Marcos lo hace y el problema se agrava cuando llega Sol.

- Ernesto Larrese como Emilio Massera: era el comandante de la Armada Argentina durante la dictadura, y formaba parte de la Junta Militar con Videla y Agosti.

- Jean Pierre Noher como Lissen: es un abogado del Estado, cuyo dato llega a Lucía y los chicos, que ya tienen mucha información y no sabían a quién entregársela. Van hacia él a entregarle la info, pero se enteran del accidente que sufrió Murgan. Lissen logra hacer zafar a Lucía de ver al director de Papel Integral.

- Ana Celentano como Bárbara: es una periodista que entrevista a Lucía en su programa de televisión. Allí denuncia parte de su investigación.

- Graciela Martinelli como Sra. Monserrat: es la esposa de Monserrat, el tercer socio de los diarios del Grupo, que está a punto de morir y arrepentido.

- Alejandro Paker como Junior Monserrat: es el hijo de Monserrat, adicto al juego. Sofía y Miguel lo captan para que juegue al póker contra ellos mientras Lucía va a investigar y hacer hablar a su padre. Junior termina dándose cuenta de todo.

- Facundo Suarez como militar: mano derecha de Miguel Echecolatz es uno de los que secuestra y tortura a Lidia durante su paso por el centro clandestino. Allí es donde es obligada a firmar y entregar la empresa de su marido.

## Emisión
Luego de ser promovida junto a los unitarios "Maltratadas", "Historias de la primera vez" y "Vindica", que comenzaron a transmitirse en el aire de América en septiembre (el 26, 27 y 29, respectivamente), pospusieron su debut debido a la renuncia de uno de sus actores principales, Mike Amigorena. Mike había grabado 8 de los 13 capítulos.
"El pacto" debió salir al aire el día 27 de septiembre, en lugar de "Historias de la primera vez".

Comunicado de la Asociación Argentina de Actores:

Ante la denuncia pública de la productora Oruga Cine y Tostaki anunciando que la miniserie "El pacto" no saldrá al aire el próximo martes 27 de septiembre a las 23:00 tal como estaba previsto, aduciendo como motivos de la postergación "las presiones sufridas por la producción y el equipo artístico, que están obligando a redefinir el proyecto y parte de la historia, generando de esta manera un producto que no es el elegido originalmente".

Desde la Asociación Argentina de Actores manifestamos nuestro repudio a todo intento de censura a la libre expresión artística de nuestros afiliados, sea esta efectuada por los medios intimidatorios que fueran, y que, como es nuestro deber, ponemos a disposición de los integrantes del elenco de la citada miniserie, la estructura legal y de difusión que sea necesaria para garantizar la libertad de trabajo en pluralidad democrática.

Consejo integral
 Asociación Argentina de actores.

Finalmente se estrenó el jueves 3 de noviembre a las 23:00 en lugar de "Vindica", que cambió de a los días viernes.

## Reconocimientos
La serie fue seleccionada en la competencia oficial del Festival Internacional de Programas Audiovisuales de la localidad de Biarritz, siendo la primera ficción argentina nominada en esta competencia. Entre los días 23 y 29 de enero de 2012 se realizará la entrega de premios.

## Premios y nominaciones
| Año  | Premio                     | Categoría  | Nominación     | Resultado |
| ---- | -------------------------- | ---------- | -------------- | --------- |
| 2011 | Premios Martín Fierro 2011 | Revelación | Moro Anghileri | Nominada  |